# أخزم (اسم)
أَخْزَم هو اسم علم مذكر من أصل عربي، وجاء الاسم على صيغة أفعل، ومعناه هو ذكر الحية،  ويعد الاسم من الأسماء العربية القديمة.

## الأصل اللغوي
لفظ أَخْزَم هو من المصدر خزم. خَزَمَ الشيءَ يَخْزِمُهُ خَزْمًا: شَكَّهُ. والخِزامَةُ: بُرَةٌ، حَلقَةٌ تجعل في أَحد جانِبَيْ مَنْخِرَي البعير، وقيل: هي حَلقةٌ من شَعَرٍ تجعل في وَتَرَةِ أَنفه يُشَدُّ بها الزِّمامُ؛ قال الليث: إن كانت من صُفْرٍ فهي بُرَة ، وإِن كانت من شعر فهي خِزامةٌ ، وقال غيره: كل شيء ثَقَبْتَهُ فقد خَزَمْتَهُ، قال شمر: الخِزامَةُ إِذا كانت من عَقَبٍ فهي ضانَةٌ. وفي الحديث: لا خِزامَ ولا زِمامَ ؛ الخِزامُ جمع خِزامةٍ وهي حلقة من شعر تجعل في أَحد جانِبَيْ مَنْخِرَي البعير، كانت بنو إِسرائيل تَخزِمُ أُنوفها وتَخْرِقُ تَراقِيَها ونحو ذلك من أَنواع التعذيب، فوضعه الله عن هذه الأُمَّةِِ ، أَي لا يُفْعَلُ الخِزامُ في الإِسلام، وفي الحديث: وَدَّ أَبو بكر أَنه وجَدَ من رسول الله ﷺ، عَهْدًا وأَنه خُزِمَ أَنفُه بخِزامَةٍ.

## انظر أيضًًا
| - اسم العلم - اسم الشخصي - اسم العائلة | - اسم - كنية - لقب |